# Panchlora stanleyana
Panchlora stanleyana är en kackerlacksart som beskrevs av Rehn, J. A. G. 1931. Panchlora stanleyana ingår i släktet Panchlora och familjen jättekackerlackor. Inga underarter finns listade i Catalogue of Life.